# メトロライナー (列車)
メトロライナー（Metroliner）は、 1969年から2006年までワシントンD.C.とニューヨーク市の間を運行していた高速旅客列車である。当初はペン・セントラル鉄道、後にアムトラックが運行し、ニューヨークのペンシルベニア駅とワシントンD.C.のユニオン駅の間を2.5 - 3.4時間の所要時間で結んでいた。当初は動力分散式の専用の電車が使用されていたが、後に機関車牽引列車に変更された。
座席はビジネス席と一等席（ファーストクラス）が設定された。速度の上では現行のノースイースト・リージョナルが近い存在ではあるが、メトロライナーと異なり一等席の設定はない。

## 沿革
メトロライナーは1969年1月16日、ペンシルバニア鉄道とニューヨーク・セントラル鉄道の合併により成立したペン・セントラル鉄道により運行を開始した。車両はペンシルバニア鉄道時代に開発されたバッド社製のメトロライナー用高速電車が使用された。当初はワシントン-ニューヨーク間が1日1往復で、後にもう1往復が増発された。1969年4月2日からはワシントンとニューヨークの間をノンストップで結ぶ列車も設定された。最高速度は最初数年間は時速120マイル（193km/h）であったが、1970年代に時速100 - 110マイル（160 - 177km/h）へ引き下げられている。1971年には列車の運行がアムトラックに継承された。
メトロライナー電車は高速運転による主電動機の故障が多発し、1982年には電気機関車牽引の客車列車に変更された。牽引機関車はAEM-7で、メトロライナー電車をベースとしたアムフリート客車を牽引した。最高速度は時速120マイル（193km/h）、後に時速125マイル（201km/h）に向上している。
2001年に新たな高速列車「アセラ・エクスプレス」の運行が開始されてからは本数が縮小され、メトロライナーは2006年10月27日に運行を終了した。廃止時点での運行本数は平日の1日1往復のみであった。

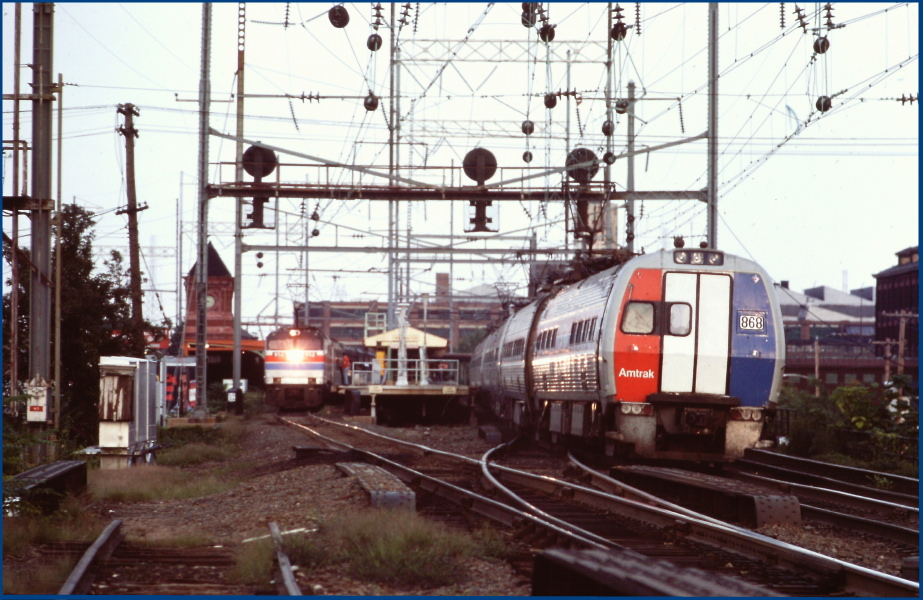
初期のアムトラック塗装(Phase I)のメトロライナー電車。（右手前、1977年撮影）
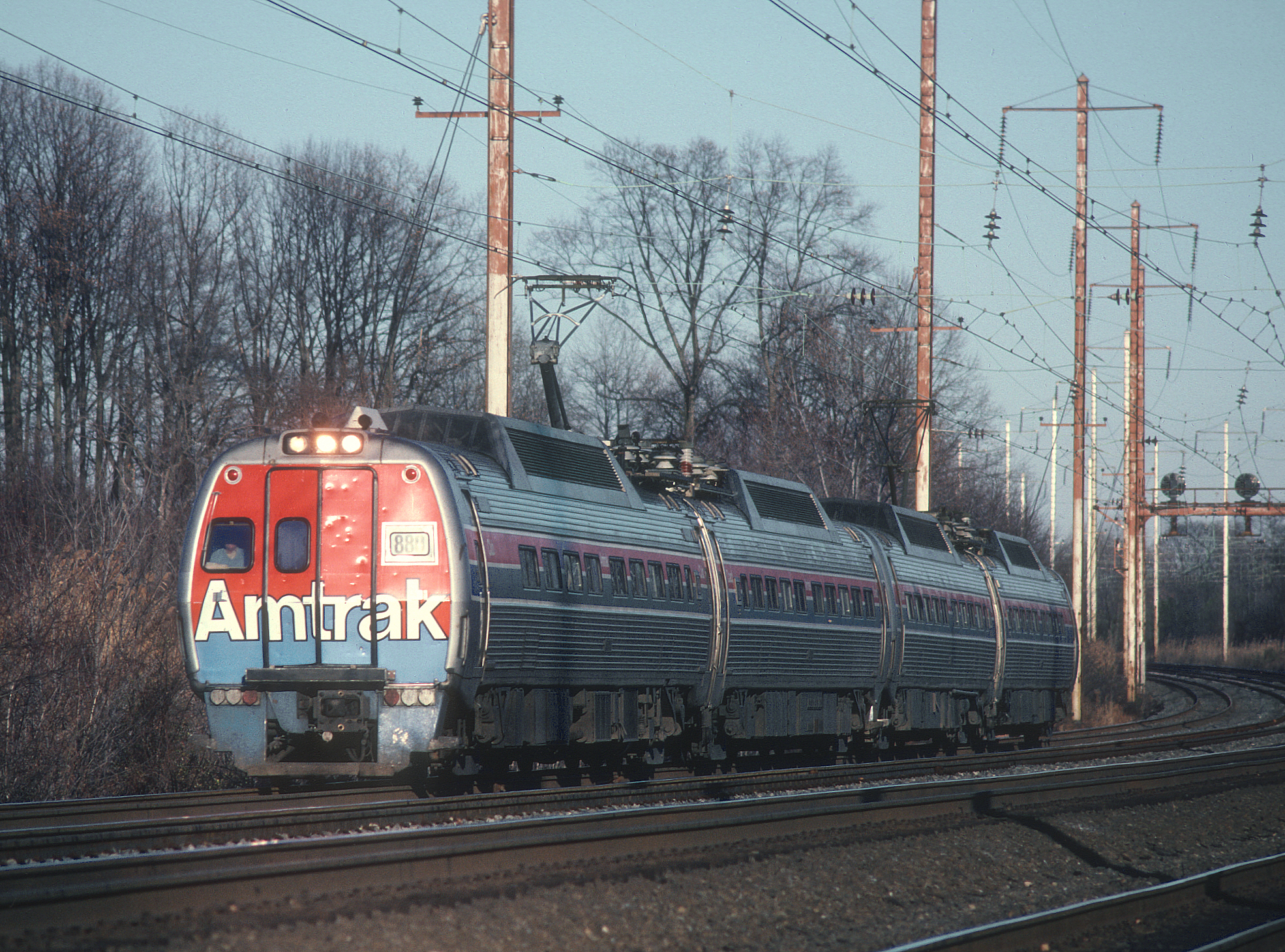
電車としては晩年のメトロライナー（Phase II塗装、1980年撮影）
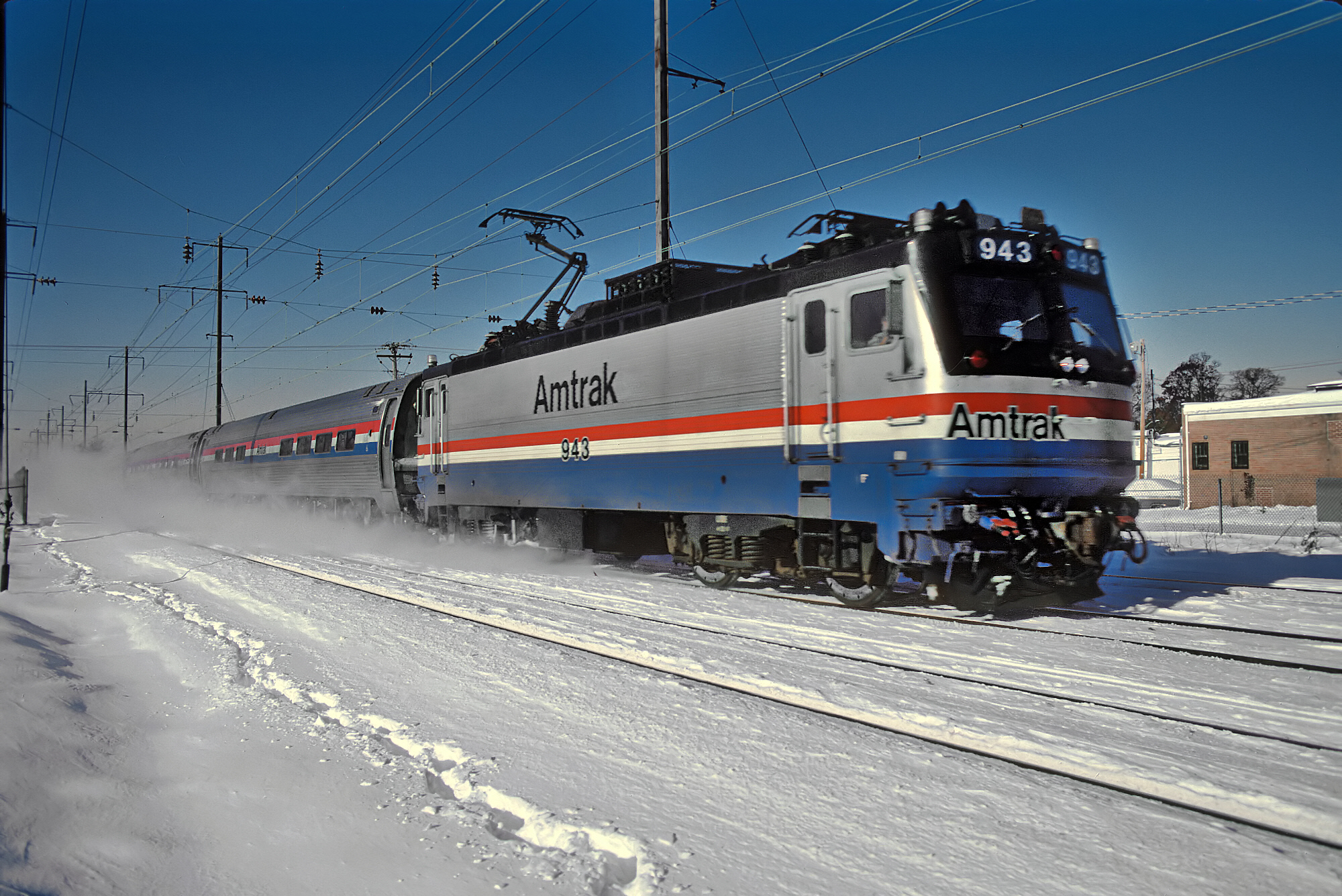
電気機関車牽引列車となってからのメトロライナー（AEM-7形電気機関車＋アムフリート、1987年撮影）